# Laura Mulvey
Laura Mulvey (ur. 15 sierpnia 1941 w Oksfordzie) – angielska reżyserka i producentka. Obecnie jest profesorem filmu i medioznawstwa na Birkbeck College w Londynie.
Wraz ze swoim mężem Peterem Wollenem wyreżyserowała sześć filmów.

## Filmografia
- 1974 – Pentesilea: Królowa Amazonek (Penthesilea)
- 1977 – Tajemnice Sfinksa (Riddles of the Sphinx)
- 1979 – Amy! (Amy!)
- 1982 – Krystaliczne spojrzenie (Crystal Gazing)
- 1983 – Frida Kahlo i Tina Modotti (Frida Kahlo & Tina Modotti)
- 1983 – Zła siostra (The Bad Sister)
- 1996 – Poniżone monumenty (Disgraced Monuments)